# Повернення II (Цілком таємно)

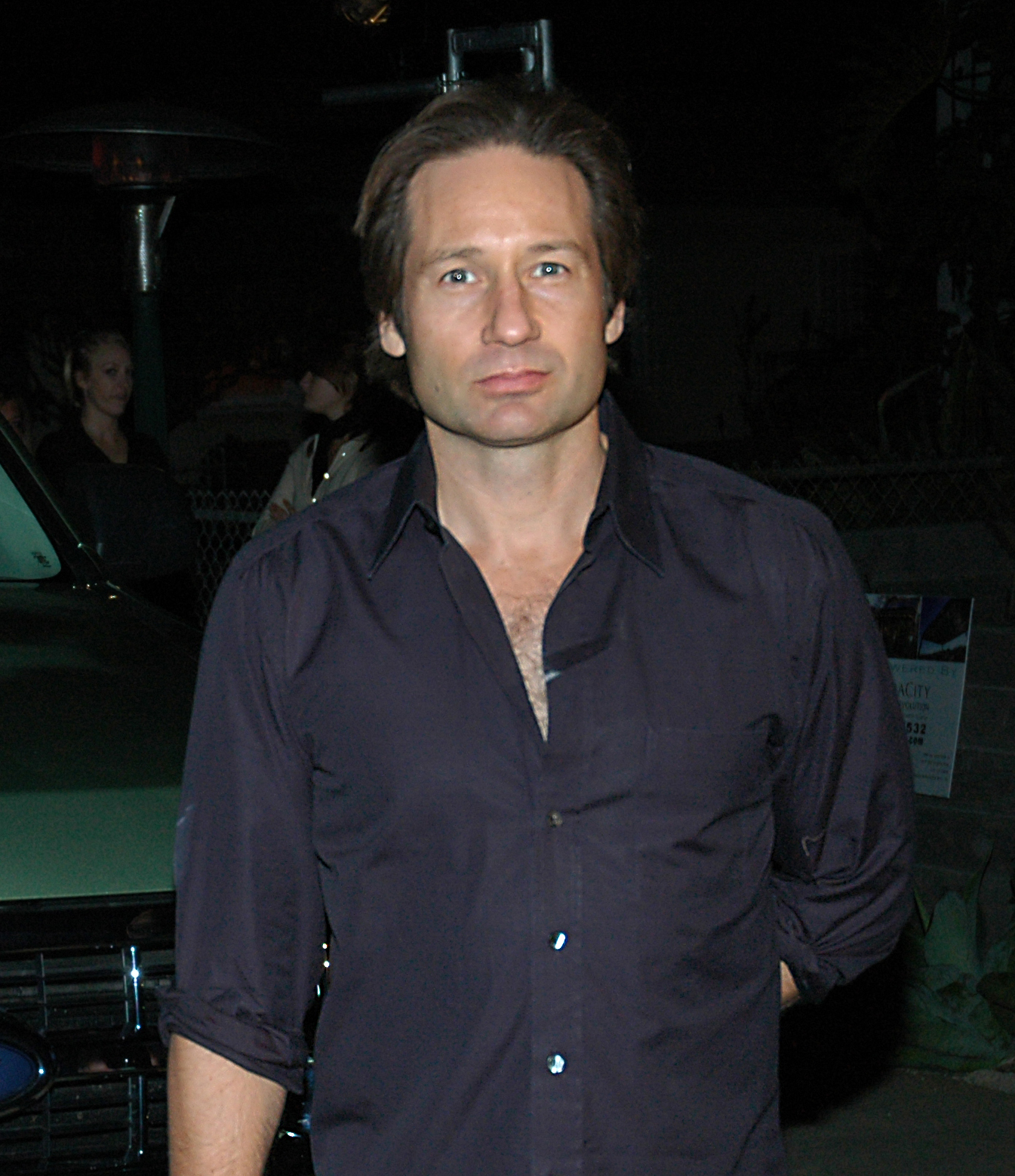

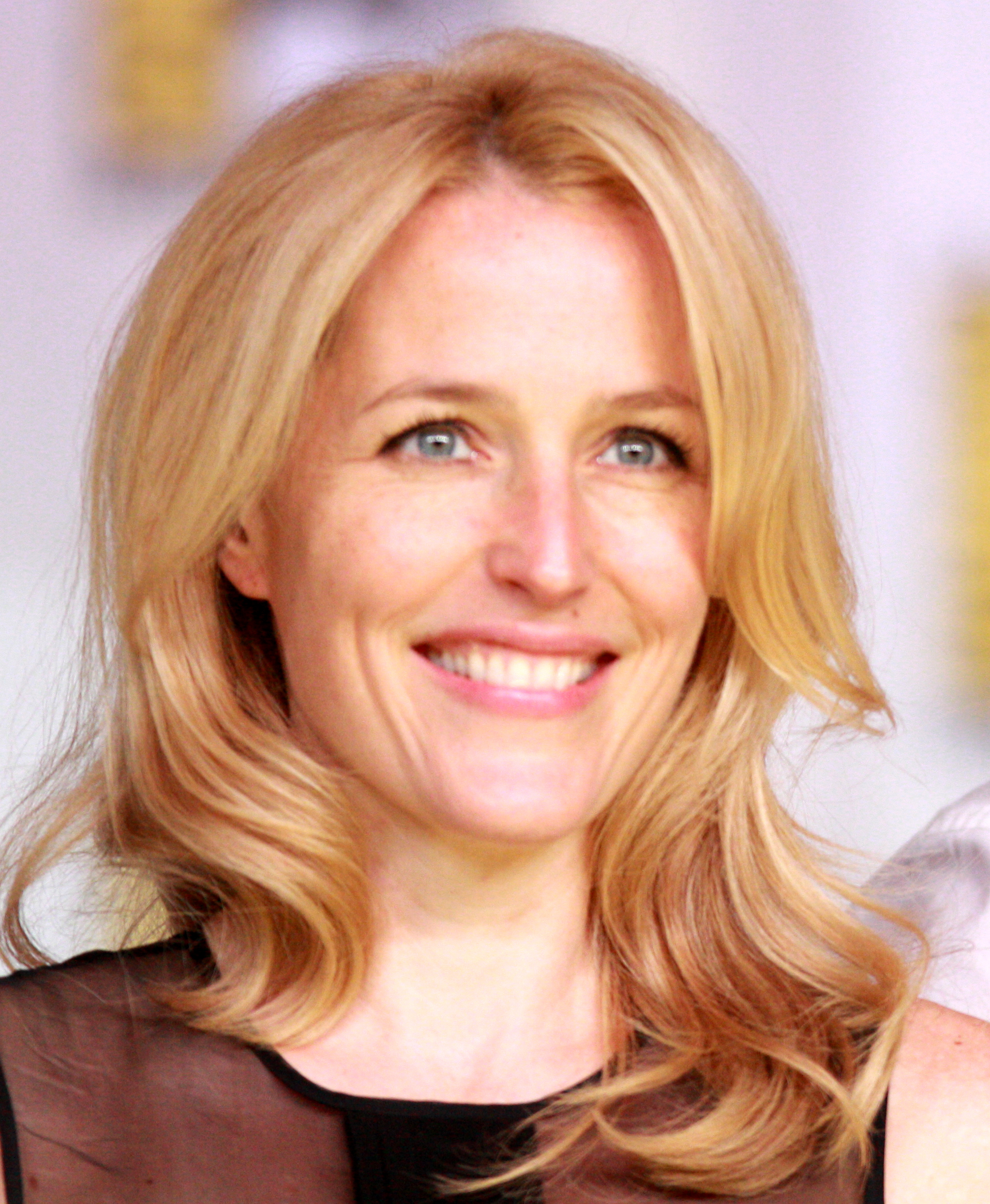

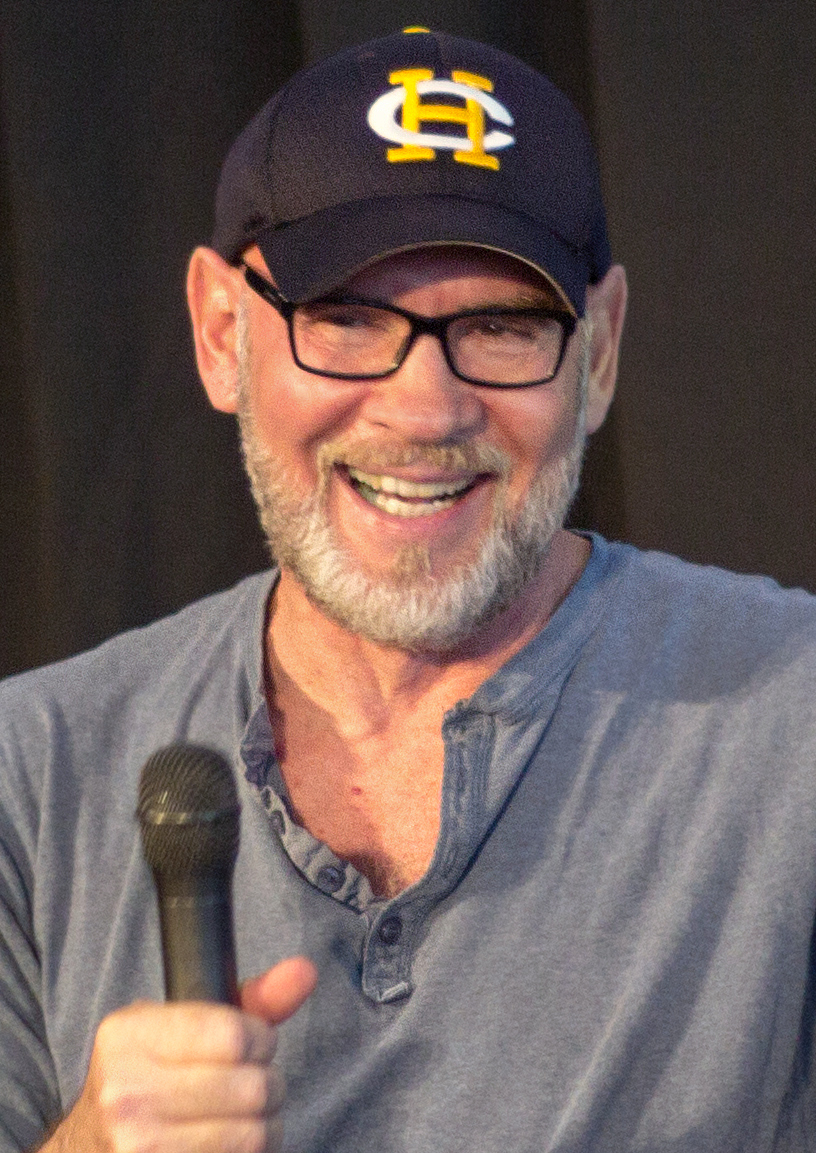

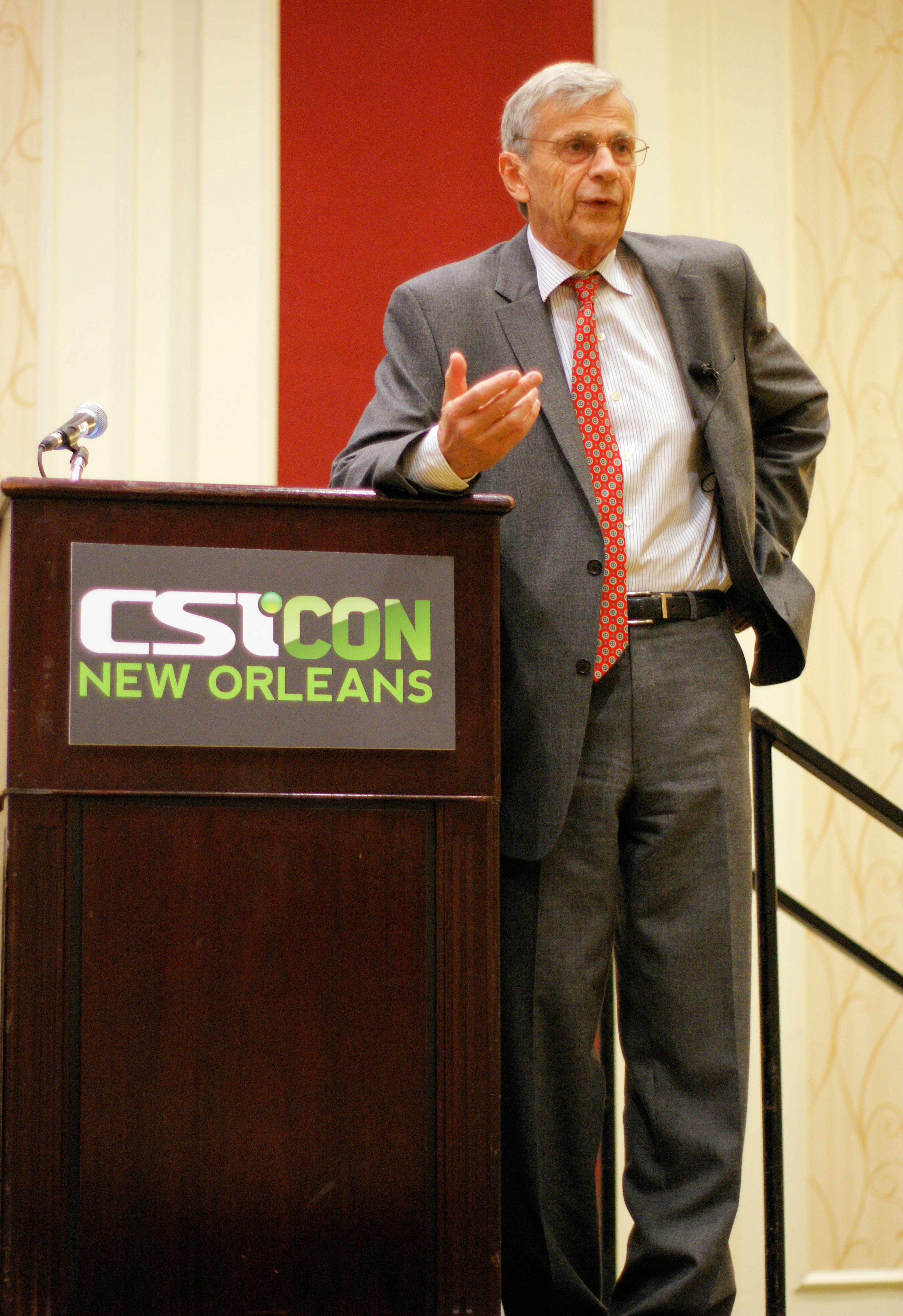

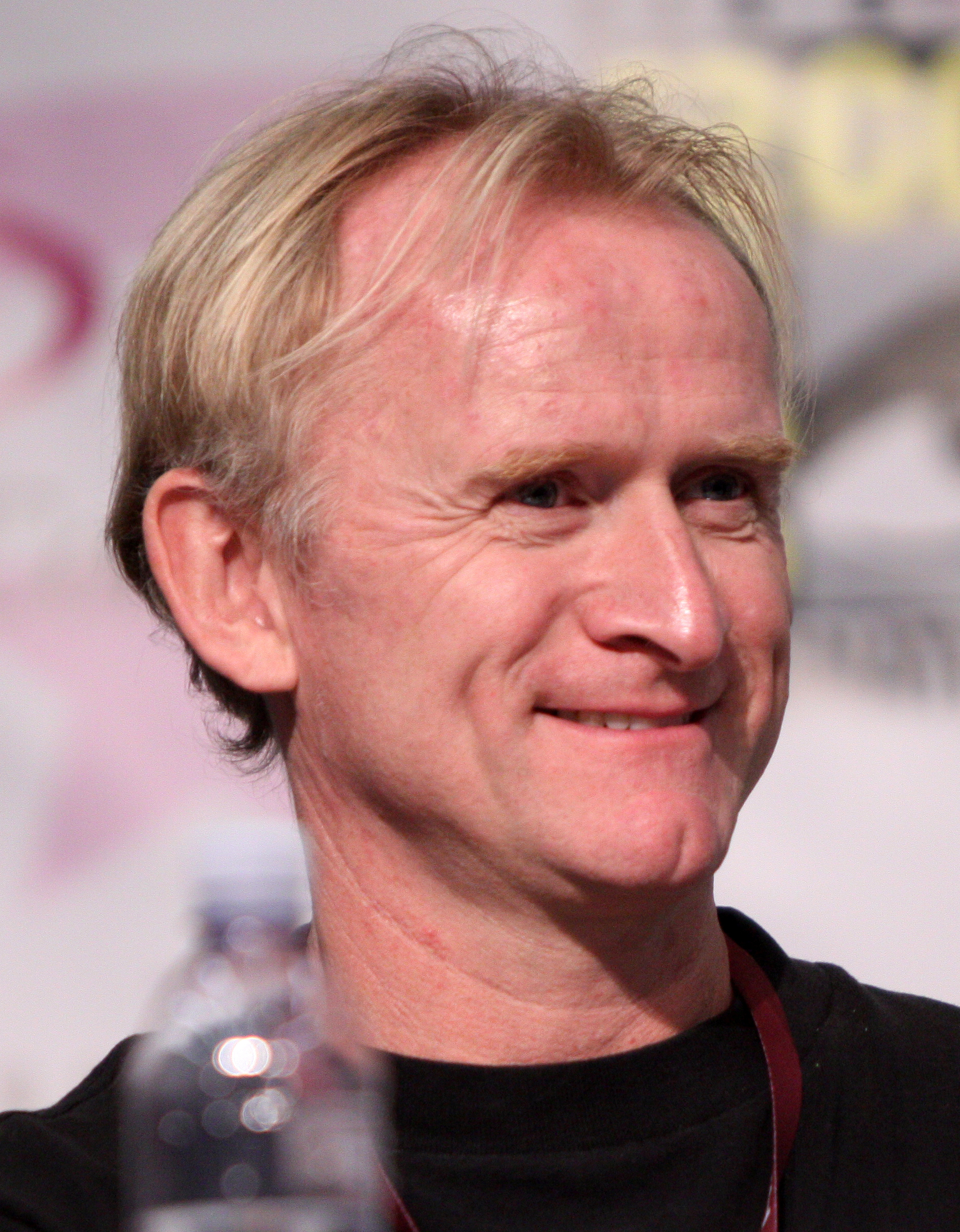

Повернення II (Redux II) — 2-й епізод 5-го сезону серіалу «Цілком таємно». Третя частина трилогії «Повернення». Епізод відноситься до «міфології серіалу» та надає змогу глибше вивчити її. Прем'єра в мережі «Фокс» відбулася 9 листопада 1997 року.
Серія за шкалою Нільсена отримала рейтинг домогосподарств 15 — загалом 24.84 мільйона глядачів переглянули епізод під час його первісного ефіру.

## Зміст
Істина поза межами досяжного
Дізнавшись, що Скаллі помирає, Малдер прибуває до лікарні, де її лікують. Перш ніж він зможе налагодити контакт з Дейною (у неї гіповолемічний шок), його затримують Скіннер та два агенти ФБР. По тому Малдера приводять до Блевінса й старшого агента, який вимагає інформації — чому Скаллі говорила неправду про його смерть. Після зустрічі Малдер повідомляє Скіннеру — зрадник у ФБР заразив Скалі онкозахворюванням. Тим часом Курець намагається переконати Першого Старійшину, що Малдер приєднається до їхньої сторони, якщо йому дадуть вагомі підстави бути лояльним.
Згодом Малдер каже Скаллі, що хоче розкрити змову для громадськості. Дейна переконана — Скіннер є «кротом». Дейна намагається врятувати Малдера і просить повідомити комісії — це вона убила ефбеерівця. Під час від'їзду Малдер зустрічається з Курцем, який стверджує, що він може вилікувати Скаллі, використовуючи чіп у вкраденому Малдером флаконі. «Тихий Віллі» десь на горищі дістає зброю.
Самотні стрільці з Малдером розглядають вплив зразка води на чіп. Тим часом Крічгау відповідає перед колегією ФБР, заперечуючи будь-які знання про вбивцю Остельгоффа, також повідомляючи, що його син помер того ранку. Він стверджує, що працює не лише в Міністерстві оборони, але й в лобістській фірмі конгресу, відомій як «Рауш». Малдер розповідає Скаллі та її лікареві про чіп. Сім'я Скаллі скептична, особливо її брат Білл. Скаллі вирішує йти вперед і вставити чіп в свою шию.
Курець організовує зустріч з Малдером в закусочній. Там Фокс зустрічає свою сестру Саманту, яка прийшла з Курцем. Вона називає Курця «батьком». Саманта стверджує, що нічого не пам'ятає про її викрадення, і неохоче залишається. Фокс ледь стримує емоції при зустрічі. Саманта дізнається що мама жива і не каже Малдеру, де він може її знайти. Фокс приймає рішення.
Наступного дня Курець пропонує Малдеру правду, якщо він піде з ФБР і почне працювати на нього. Малдер відмовляється. Дейна в очікуванні смерті (томограма не показала поліпшення) стрічається з мамою. Малдер відвідує сплячу Скаллі й тихо плаче.
Фокс зустрічається з Блевінсом, у якого зараз є докази, що Скіннер утримував інформацію про смерть Остельгоффа. Блевінс каже Малдеру, що він може допомогти йому, якщо Фокс назве Скіннера зрадником у ФБР. Малдер зустрічається зі Скаллі, кажучи їй, що збирається укласти угоду з Курцем, але тепер не стане — після його зустрічі з Блевінсом. Незважаючи на прохання Скаллі, він відмовляється спаплюжити Скіннера.
Малдер з'являється перед колегією ФБР, тоді як озброєний «Тихий Віллі» слідкує за Курцем. Тим часом Скаллі все ж таки відкриває своє серце для Бога та для віри і дозволяє священику помолитися за неї та Малдера. Малдер розповідає комісії про змову проти нього та Скаллі. Допитуваний Блевінсом і старшим агентом про те, чи вбив він Остельгоффа, Малдер замість цього називає Блевінса зрадником. Курець, дивиться на фотографію молодого Малдера та Саманти, його вціляє «Тихий Віллі». Блевінса вбиває старший агент у своєму кабінеті, який обставляє це як самогубство. Курець в останніх силах тягне до себе світлину Малдера та Саманти. У лікарні Скіннер повідомляє Малдеру, що Курець мертвий, хоча його тіла не знайдено. Малдер зізнається, що він здогадався, коли назвав Блевінса, якого Скіннер підозрював у оплаченій роботі на «Рауш». Малдер каже Скіннеру, що онкозахворювання Скаллі перейшло у  ремісію. Вони обидва радіють цьому. Згодом Малдер плаче над світлиною сестри, яку знайшли на місці вбивства Курця.
Надто швидкий як для мерця

## Створення
Кріс Картер, розповідаючи про створення «Повернення» та «Повернення II», оповів, що «хотів пов'язати багато вільних кінців минулого сезону, і обіграв ідею, що змова — це підступ і що це було зроблено, аби приховати різні земні та часові погрішностіи».. Таким чином ці епізоди започатковували сюжетну лінію про втрату віри Фокса Малдера у існування інопланетян, яка буде завершена в епізоді «Червоне і чорне». Доки письменники продовжували «грати» з думкою про втрату віри Малдера, виконавчий продюсер Френк Спотніц дізнається, що шанувальники ніколи не сприймали цей поворот подій, і вони відмовилися зробити переможцем Курця. Відображаючи цей головний сюжет епізоду, мітка для «Повернення» змінюється на «Будь-яка брехня веде до правди».
Важливим моментом епізоду є онкозахворювання Скаллі та можливість її ремісії. За словами Френка Спотніца, «Повернення» має низку причин для одужання Скаллі, включаючи стандартне медичне лікування, божественне втручання, породжене вірою, чи «фішку», яку пропонує Курець. Чітка відповідь насправді не надається — це, за словами Джона Шибана, було прописано навмисно, оскільки вони хотіли залишити таку сюжетну лінію відкритою для тлумачення. За словами Картера, весь цей сюжет прийняв «ідею серіалу» і закрутив її «найцікавішим чином».
Оригінальні версії сценарію «Повернення» містили постать «Сірого чоловіка» (зіграв Морріс Панич). Однак, коли Панич не зміг з'явитися в епізоді через проблеми із плануванням, історія була переписана і створено нового персонажа — «Тихого Віллі», зображеного Віллі Россом.
Після завершення виробництва, «Повернення-2», зокрема, отримав високу оцінку акторів та знімальної групи. Картер сказав: «Я думаю, що Повернення-2 — один з найкращих епізодів, які ми коли-небудь робили». Аналогічно, Спотніц назвав «Повернення-2» «одним із [його] улюблених епізодів» і пояснив: «Я думаю, що історія має кришталеву чистоту та чіткість, і це просто підходить для мене ідеально». Андерсон оповіла: «Я думала, що це приголомшливий епізод, особливо сцени в залі слухання, і весь хід монологу Скаллі. Як це було написано і знято, і як це було відредаговано. Казково».

## Сприйняття
«Повернення-2» вийшов у ефір 9 листопада 1997 року . Обидва епізоди написав Кріс Картер з режисером Р. В. Гудвіном та Кімом Меннерсом. Дві частини «Повернення» стали другим найпопулярнішим епізодом «Цілком таємно», зібравши понад 27 мільйонів глядачів лише в США — після « Леонарда Беттса», який вийшов у ефір після «Супербоула XXXI». Причина такого ажіотажу навколо «Повернення» частково полягала в тому, що попередній епізод, «Гефсиманський сад», зародив сумніви — чи дійсно Малдер мертвий ачи ні. Стаття в журналі"The Wall Street Journal" навіть обговорювала теорії фанів щодо безумства Малдера, в той час як через кілька тижнів після «смерті Малдера» демонструвався мультфільм у «Нью-Йоркері».. Друга частина отримала змішані та позитивні відгуки критиків.
«Повернення-2» заробив рейтинг Нільсена 15,0 з часткою 21. Його переглянули 24,84 мільйона глядачів.
Емілі Вандерверф в огляді для The A.V. Club присудила першому епізоду рейтинг «С +» і написала, що «Повернення [Частина 1]» був досить хорошим епізодом ще в 1997 році. Зараз це не дуже хороший епізод" Finally, she called the episode's ending «one of the show's weaker cliffhangers».. Вона відзначила — ідея про те, що Малдер вбив себе, не була ефективною, оскільки глядачі серіалу знали, що 5-й сезон був запланований до виходу влітку 1998 року. Пола Вітаріс з Cinefantastique дала першій частину епізоду негативну оцінку — одна зірка з чотирьох. Вітаріс розкритикувала темп оповіді, зазначивши, що епізод «все це сюжет, сюжет, сюжет. [І] значна частина сюжету неймовірна». Окрім того, Вітаріс розкритикувала кілька сюжетних дірок в епізоді, зокрема легке проникнення Малдера в Міністерство оборони і легкість його витівок, як то напад на Остельгоффа. Одначе, незважаючи на загальний негативний огляд, вона зазначила, що «є лише одна справді електризуюча сцена — це протистояння Скаллі та Скіннера після того, як він слідкує за нею до лабораторії, де Дейна проводить тест свого ДНК». Роберт Шірман та Ларс Пірсон в книзі «Хочемо вірити: критичний посібник з Цілком таємно, Мілленіуму й Самотніх стрільців» та оцінили епізод однією зіркою з п'яти. Вони розкритикували сюжетну лінію «Скіннер-зрадник», сардонічно відмічаючи, що «виробничий колектив не збирається робити це [показати, ніби Скіннер антагоніст]» лиходій в кімнаті «виявить, що це начальник секції Блевінс — персонаж настільки важливий у рамках цього серіалу, що, не приймаючи участі у фіналі четвертого сезону, ми не бачили його й у дев'яносто чотирьох епізодах». Не всі відгуки були аж так негативні. Том Кессеніч у своїй книзі «Екзамен: Несанкціонований погляд на сезони 6–9 X-файлів» назвав «Повернення» та «Повернення-2» разом, як десятий найкращий «Епізод усіх часів». У критичному огляді «Повернення» він зазначив: «хоча багато людей не турбуються про „Повернення“, я думаю, що це добре впливає на підготовку нас до другої години (хоча, це приводить до несамовитих емоційних відмінностей Джилліан від фіналу 4 сезону).»  У марафоні Дня подяки FX 1999 року, що містить вибрані фанатами епізоди, «Повернення» (разом із «Гефсиманським садом» та «Поверненням-2») був представлений як «Найкращий епізод міфології».
Серія отримала неоднозначні та позитивні відгуки критиків. Зак Гендлен з AV Club оцінив епізод на «А» і зазначив, що «які б я не мали застереження щодо сюжетної лінії трьох епізодів, цей остаточний запис робить хорошу працю, щоби ввести нас у основні поняття серіалу, повернувши до грубої форми статус-кво таким чином, що це є захоплююче, емоційно потужне та задовільняюче, незважаючи лише на поступовий імпульс вперед». Також Гендлен високо оцінив виступ Девіда Духовни, заявивши, що «весь епізод був у вогні». Том Кессеніч похвалив другу частину епізоду і написав, що «Повернення-2» — це без сумнівів видатний час Малдера і Скаллі. Із Дейною на смертному ложі Малдер зустрічається зі своєю сестрою лише для того, щоб її знову втратити, він потрапляє у положення, де може мати справу з дияволом. Фінальні моменти… досить прості, ідеальні і такі ж хороші, як і будь-яке шоу, яке коли-небудь випускалося". Шірман і Пірсон оцінили епізод двома з половиною зірками з п'яти. Вони зазначають, що «[Повернення-2»] є досить привабливою маленькою хитрістю, але це занадто непоспішно, щоб бути захоплюючим, занадто передбачувано, щоб щось нове виявити, і — головне, не дуже смішно, щоб бути комедією. Вітаріс дала другій частині епізоду трохи менш негативну рецензію, ніж першій, але й так вона отримала лише півтори зірки з чотирьох. Оглядачка розкритикувала закінчення, зазначивши, що «все це завершено акуратно, але неоднозначно». Однак Вітаріс зазначила, що «те, що робить» «Повернення-2» терпимим — це Духовни, який завжди знаходить правильні ноти гніву, відчаю, горя, полегшення чи емоційного оніміння".. 

| Актор             | Роль                    |
| ----------------- | ----------------------- |
| Девід Духовни     | Фокс Малдер             |
| Джилліан Андерсон | Дейна Скаллі            |
| Мітч Піледжі      | Волтер Скіннер          |
| Вільям Брюс Девіс | Курець                  |
| Чарльз Кіоффі     | Скотт Блевінс           |
| Шейла Ларкен      | Маргарет Скаллі         |
| Пет Скіппер       | Білл Скаллі             |
| Меган Лейтч       | Саманта Малдер          |
| Дін Гаглунд       | Річард Ленглі           |
| Том Брейдвуд      | Мелвін Фрогікі          |
| Брюс Гарвуд       | Джон Фіцджеральд Байєрс |
| Джон Фінн         | Майкл Крітчгау          |
| Дон С. Вільямс    | Перший старійшина       |
| Кен Камру-Тейлор  | Літній агент            |